# اچ‌ام‌ای‌اس باتاآن (آی۹۱)
اچ‌ام‌ای‌اس باتاآن (آی۹۱) (به انگلیسی: HMAS Bataan (I91)) یک کشتی بود که طول آن ۳۷۷٫۵ فوت (۱۱۵٫۱ متر) بود. این کشتی در سال ۱۹۴۴ ساخته شد.